# PASTT
PASTT – Groupe de prévention et d'action pour la santé et le travail des transsexuel(le)s (em português, «Grupo de prevenção e ação para a saúde e o trabalho de transexuais») é uma associação que aconselha e apoia transgêneros e transexuais na França, principalmente os que trabalham com prostituição. A associação foi criada em 1993 pela política e médica transexual franco-brasileira Camille Cabral.
A ajuda vem no nível sanitário, social e jurídico, prevenção ao HIV, acompanhamento a processos administrativos, entre outras.

## Projetos
Entre os projetos tocados pelo Pastt, incluem-se:
- Serviço de acolhida e orientação, que oferece conselhos ligados à identidade de gênero a pessoas transgêneras e transexuais, como hormonoterapia, mudança de sexo, procedimentos de beleza e feminização, redução dos riscos ligados à sexualidade e ao uso de drogas lícitas e ilícitas, interações medicamentosas e efeitos colaterais, conselhos sobre uso de silicone e para aquelas pessoas que vivem com HIV;[2]
- Ajuda às pessoas encarceradas;[2]
- Albergamento e melhoria da qualidade de vida para as pessoas que vivem com HIV.[2]
- Luta contra a precaridade;[2]
- Prevenção contra o HIV, DSTs e tuberculose;[2]
- Luta contra a discriminação social;[2]
- Projeto internacional Tampep, que oferece acesso à saúde, aos direitos e respeito aos trabalhadores do sexo.[2]

Recentemente, o Pastt também lançou um projeto destinado às mulheres grávidas e aos recém-nascidos.